# Істинна швидкість

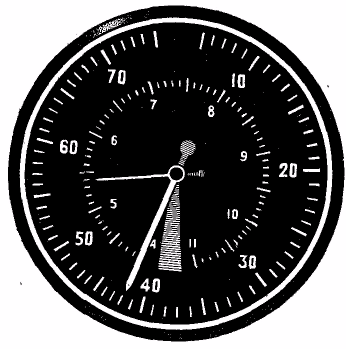
Індикатор швидкості повітряного судна з одночасним зазначенням його повітряної швидкості, і істинної швидкості відносно повітря

Істинна швидкість (у авіації) — це швидкість повітряного судна відносно повітря, в якому воно рухається, з урахуванням поправки на зміну густини (щільності) повітря, залежно від барометричної висоти.
З технічної точки зору, повітряна швидкість визначається, та передається екіпажу на індикатор повітряної швидкості шляхом вимірювання тиску на повітряне судно набігаючого повітряного потоку, який, у свою чергу, залежить від густини повітря, а також швидкості його руху відносно повітряного судна. Однак, чим більша висота польоту, тим менший атмосферний тиск і, відповідно, менша густина (щільність) повітря на такій висоті. Таким чином, при збільшенні висоти, і відповідному зменшенні густини (щільності) повітря, той самий рівень тиску повітряного потоку, що впливає на повітряне судно, досягається лише за більшої швидкості руху повітряного судна через повітря. Відповідно, при збереженні швидкості польоту за індикатором повітряної швидкості (тобто збереження незмінного тиску на повітряне судно повітряного потоку), зі збільшенням висоти польоту, за рахунок більш розрідженої атмосфери збільшується і істинна швидкість повітряного судна — пропорційно зменшенню атмосферного тиску на цих висотах.
Зі збільшенням висоти польоту повітряного судна (в режимі набору висоти), за рахунок зменшення лобового аеродинамічного опору внаслідок зменшення атмосферного тиску, і відповідного зменшення густини (щільності) повітря, істинна швидкість такого повітряного судна відносно повітря росте, причому без будь-якого збільшення сили тяги двигунів для здійснення такого розгону, при постійному значенні повітряної швидкості за індикатором.
На практиці, за відсутності на повітряному судні приладів, що автоматично розраховують і вказують екіпажу істинну швидкість повітряного судна, в прикладній аеродинаміці, та у настановах по льотній експлуатації таких повітряних суден прийнято до значення повітряної швидкості (що визначена приладом відповідо до розміру тиску набігаючого повітряного потоку) додавати значення перевищення істинної швидкості над повітряною швидкістю при збільшенні висоти польоту. Таке перевищення істинної швидкості над повітряною швидкістю зазвичай наводиться у відсотках:
| Барометрична висота польоту, м | 1000 | 2000 | 3000 | 4000 | 5000 | 6000 | 7000 | 8000 | 9000 | 10000 |
| ------------------------------ | ---- | ---- | ---- | ---- | ---- | ---- | ---- | ---- | ---- | ----- |
| Перевищення істинної швидкості | 5 %  | 10 % | 15 % | 20 % | 25 % | 30 % | 40 % | 50 % | 60 % | 70 %  |

Таким чином, повітряна швидкість у землі дорівнює істинній швидкості, але з ростом фактичної висоти польоту починає відрізнятися від неї, і на суттєвих висотах польоту відрізняється суттєво. Наприклад, на висоті 10000 м істинна швидкість повітряного судна перевищує його повітряну швидкість на 70 %, тобто дотримання пілотом повітряної швидкості 500 км/год призведе до руху повітряного судна через повітря з істинною швидкістю 850 км/год.
На сучасних літаках використовуються спеціальні двострілкові індикатори швидкості, які одночасно вказують і повітряну швидкість, і істинну швидкість руху повітряного судна відносно повітря.